# Moniliformina
Moniliformina (MON) – organiczny związek chemiczny, mykotoksyna będąca toksycznym metabolitem wtórym grzybów z rodzaju Fusarium.